# Kontraktilitet
Kontraktilitet är ett mått på hjärtmuskelns förmåga att kontrahera. Begreppet kallas inotropi och är oberoende av andra faktorer som påverkar hjärtats kontraktion, såsom preload.
Kontraktiliteten beror på mängden Ca2+-joner som frigörs vid hjärtmuskelcellens depolarisation, vilket kroppen reglerar genom att påverka sympatisk (adrenerg) stimulans av hjärtmuskeln.